# Гроскаролиненфелд
Гроскаролиненфелд (њем. Großkarolinenfeld) општина је у њемачкој савезној држави Баварска. Једно је од 46 општинских средишта округа Розенхајм. Према процјени из 2010. у општини је живјело 6.914 становника. Посједује регионалну шифру (AGS) 9187137.

## Географски и демографски подаци
Гроскаролиненфелд се налази у савезној држави Баварска у округу Розенхајм. Општина се налази на надморској висини од 467 метара. Површина општине износи 29,1 km². У самом мјесту је, према процјени из 2010. године, живјело 6.914 становника. Просјечна густина становништва износи 238 становника/km².